# Jill Townsend
Jill Townsend (* 25. Januar 1945 als Kathryn Joan Townsend in Santa Monica, Kalifornien) ist eine US-amerikanische Schauspielerin.

## Leben
Townsend wuchs in Locust Valley, Long Island als Tochter gutsituierter Eltern auf und schloss 1963 ihre Ausbildung an der Privatschule Masters School in Dobbs Ferry ab. Danach studierte sie Schauspiel an der Royal Academy of Arts in London. In dieser Zeit hatte sie eine fast zwei Jahre andauernde Beziehung mit dem britischen Schauspieler Nicol Williamson. Ihr Fernsehdebüt feierte sie 1966 in einer Folge der Serie Hawk mit Burt Reynolds in der Titelrolle. Im darauf folgenden Jahr erhielt sie eine der Hauptrollen in der Westernserie Der Marshall von Cimarron an der Seite von Stuart Whitman. Sie heiratete den Stuntman Tom Sutton, der bei der Serie als Stand-In Whitmans tätig war. Die Ehe hielt nur wenig länger als die kurzlebige Serie, die nach der ersten Staffel eingestellt wurde.
In der Folge hatte sie verschiedene weitere Auftritte im Westerngenre, darunter in Bonanza und Die Leute von der Shiloh Ranch. Ihr Debüt auf der großen Leinwand hatte Townsend 1972 in der britisch-US-amerikanischen Koproduktion Blutroter Morgen von Regisseur Douglas Hickox mit Oliver Reed und Jill St. John in den Hauptrollen. Bereits im Jahr zuvor hatte sie Nicol Williamson geehelicht, mit dem sie 1976 in Herbert Ross’ Kein Koks für Sherlock Holmes zusammen vor der Kamera stand; sie spielte in dem Kriminalfilm die Frau des von Williamson dargestellten Sherlock Holmes. Durch die Heirat zog Townsend permanent nach England, wo sie 1973 einen Sohn gebar. Sie war in den folgenden Jahren in einigen britischen Fernsehproduktionen zu sehen; insbesondere durch ihre Darstellung der Elizabeth Warleggan in der erfolgreichen BBC-Literaturverfilmung Poldark erlangte sie Bekanntheit beim britischen Fernsehpublikum.
1976 spielte sie die weibliche Hauptrolle in der Komödie Alfie, der liebestolle Schürzenjäger; hierfür wurde sie mit dem Evening Standard British Film Award in der Kategorie Vielversprechendste Nachwuchsleistung ausgezeichnet. Der von Ken Hughes inszenierte Film mit Alan Price und Joan Collins in weiteren Rollen wurde jedoch ein finanzieller Misserfolg. Im selben Jahr erfolgte die Scheidung von ihrem zweiten Ehemann Nicol Williamson. Ihre letzte Spielfilmrolle stellte sie im 1980 veröffentlichten Horrorfilm Das Erwachen der Sphinx an der Seite von Charlton Heston dar, danach folgte ein radikaler Berufswechsel; nach einer Journalismus-Ausbildung Ende der 1970er Jahre übernahm sie eine Wirtschaftskolumne in der Daily Mail. Später lehrte sie an der Harvard University und engagierte sich für den Umweltschutz. 1985 kehrte sie noch einmal für eine Gastrolle in der US-amerikanischen Fernsehserie Agentin mit Herz kurz vor die Kamera zurück. Seit 1993 ist sie erneut verheiratet und lebt zwischenzeitlich wieder in Kalifornien.

## Filmografie (Auswahl)

### Filme
- 1972: Blutroter Morgen (Sitting Target)
- 1975: Alfie, der liebestolle Schürzenjäger (Alfie Darling)
- 1976: Kein Koks für Sherlock Holmes (The Seven-Per-Cent Solution)
- 1980: Das Erwachen der Sphinx (The Awakening)

### Serien
- 1967–1968: Der Marshall von Cimarron (Cimarron Strip)
- 1969: Bonanza
- 1969: Die Leute von der Shiloh Ranch (The Virginian)
- 1969: Verrückter wilder Westen (The Wild Wild West)
- 1970: Der Chef (Ironside)
- 1970: Lieber Onkel Bill (Family Affair)
- 1973: Kein Pardon für Schutzengel (The Protectors)
- 1975: Die Füchse (The Sweeney)
- 1975–1977: Poldark
- 1977: Mondbasis Alpha 1 (Space: 1999)
- 1985: Agentin mit Herz (Scarecrow and Mrs. King)

## Auszeichnungen
- 1976: Evening Standard British Film Award in der Kategorie Vielversprechendste Nachwuchsleistung für  Alfie, der liebestolle Schürzenjäger